# Eagle Pass
Eagle Pass är en stad i Maverick County i Texas med 22 413 invånare (2000). Eagle Pass är administrativ huvudort (county seat) i Maverick County. 